# Artrose
Artrose, osteoartrose ou osteoartrite é um tipo de doença das articulações que resulta da degeneração da cartilagem e do osso subjacente. Os sintomas mais comuns são rigidez e dor nas articulações. Numa fase inicial, os sintomas podem-se manifestar apenas a seguir ao exercício, mas ao longo do tempo podem-se tornar constantes. Entre outros possíveis sintomas estão a acumulação de líquido seroso numa articulação, diminuição da amplitude de movimentos e, quando as costas são afetadas, fraqueza ou perda de sensibilidade nos braços e pernas. As articulações afetadas de forma mais comum são as das extremidades dos dedos, a da base do polegar, do pescoço, do fim das costas, do joelho e da anca. Geralmente as articulações de um dos lados do corpo são mais afetadas do que as do outro lado. Os sintomas desenvolvem-se gradualmente ao longo de vários anos. A doença pode afetar o trabalho e as atividades do dia-a-dia. Ao contrário de outros tipos de artrites, geralmente a artrose afeta apenas as articulações.
As causas mais comuns são lesões anteriores nas articulações, anormalidades no desenvolvimento das articulações ou dos membros e fatores hereditários. O risco é maior em pessoas com sobrepeso, com diferença de comprimento entre as pernas e com empregos que impliquem esforços intensos nas articulações. Acredita-se que a artrose seja causada por stresse mecânico na articulação e processos inflamatórios de baixo grau. A doença vai progredindo à medida que a cartilagem se degenera e o osso subjacente vai sendo afetado. Uma vez que a dor dificulta a realização de exercício físico, pode ocorrer atrofia muscular. O diagnóstico geralmente baseia-se nos sinais e sintomas, podendo por vezes ser complementado por exames imagiológicos para o confirmar ou excluir outras doenças. Ao contrário da artrite reumatoide, que é essencialmente uma condição inflamatória, na artrose as articulações não ficam quentes ou vermelhas.
O tratamento consiste em exercício, na diminuição do stresse nas articulações, em medicamentos analgésicos e em grupos de apoio. A diminuição do stresse nas articulações inclui repouso e a utilização de uma bengala. A perda de peso pode ajudar as pessoas com excesso de peso. A medicação pode incluir paracetamol. Quando estas medidas não apresentam resultados podem ser usados anti-inflamatórios não esteroides como o diclofenaco, embora estes medicamentos estejam associados a um risco acrescido de efeitos adversos. No caso de serem usados opioides, não é recomendado o seu uso a longo prazo devido ao risco de dependência. Quando, mesmo com tratamento, a dor interfere com a vida quotidiana, pode ser considerada cirurgia de substituição das articulações. No entanto, uma articulação artificial tem uma duração limitada. Com tratamento, o prognóstico de maior parte das pessoas é favorável.
A artrose é a forma mais comum de artrite. Em 2010, a artrose do joelho e da anca afetava 3,8% da população mundial. Entre as pessoas com mais de 60 anos, 10% dos homens e 18% das mulheres são afetados por artrose. A doença é a causa de 2% dos anos vividos com incapacidade. Antes dos 45 anos de idade, a doença é mais comum entre homens, enquanto depois dessa idade é mais comum entre mulheres. À medida que a idade avança, a doença vai-se tornando mais comum em ambos os sexos.

## Sinais e sintomas
Ao chegar aos 40 anos de idade, muitas pessoas manifestam sinais de artrose nas radiografias, especialmente nas articulações que sustentam mais peso (como o quadril), mas relativamente poucas apresentam sintomas. A idade dos primeiros sintomas e articulações atingidas tem um significativo fator genético.
Em geral, os sintomas desenvolvem-se gradualmente e afetam inicialmente uma ou várias articulações (as dos dedos, a base dos polegares, o pescoço, a zona lombar, o dedo grande do pé (hálux), o quadril e os joelhos). A dor é o primeiro sintoma, que aumenta em geral com a prática de exercício. Em alguns casos, a articulação pode ficar rígida depois de repouso prolongado; contudo, a rigidez costuma desaparecer 30 minutos depois de se iniciar o movimento da articulação.
A articulação pode perder a mobilidade e inclusive ficar completamente rígida numa posição incorreta à medida que piora a lesão provocada pela artrose. O novo crescimento da cartilagem, do osso e outros tecidos pode aumentar o tamanho das articulações. A cartilagem áspera faz com que as articulações ranjam ou crepitem ao mover-se. As protuberâncias ósseas desenvolvem-se com frequência nas articulações das pontas dos dedos (nódulos de Heberden). Em algumas articulações (como o joelho) os ligamentos que rodeiam e sustentam a articulação distendem-se de tal maneira que esta se torna instável. Tocar ou mover a articulação pode ser muito doloroso. Em contraste, o quadril se torna rígido, perde o seu raio de ação e provoca dor ao mover-se. A artrose afeta com frequência a coluna vertebral. A dor de costas é o sintoma mais frequente. As articulações lesadas da coluna costumam causar apenas dores leves e rigidez.
A artrose segue um desenvolvimento lento na maioria dos casos depois do aparecimento dos sintomas. Muitas pessoas apresentam alguma forma de incapacidade, mas, em certas ocasiões, a degeneração articular detém-se. Contudo, se o crescimento ósseo comprime os nervos, a artrose do pescoço ou da zona lombar pode causar entorpecimento, sensações estranhas, dor e fraqueza num braço ou numa perna. Em raras ocasiões, a compressão dos vasos sanguíneos que chegam à parte posterior do cérebro. Originam-se então problemas de visão, sensação de enjoo (vertigem), náuseas e vômitos. Por vezes o crescimento do osso comprime o esôfago, dificultando a deglutição.

## Causas
As articulações normalmente têm um nível tão pequeno de fricção que não se desgastam. Apenas quando excessivamente utilizadas ou danificadas ocorrem lesões à cartilagem hialina das articulações móveis (diartroses). Uma regeneração ineficiente pode agravar o prejuízo no movimento. Defeitos genéticos, congênitos ou patológicos também podem ser uma das causas, especialmente em jovens. Outros componentes como o osso, a cápsula articular (tecidos que envolvem algumas articulações), a membrana sinovial (tecido que reveste a articulação), os tendões musculares e bolsas com líquido sinovial (bursas) também podem ser afetados.
Quando a causa é outra doença, como a de Paget, uma infeção, uma deformidade, uma ferida ou o uso excessivo da articulação passa a ser considerada uma artrose secundária. São especialmente vulneráveis os indivíduos que forçam as suas articulações de forma reiterada, como digitadores e trabalhadores de indústrias, especialmente aqueles com sobre-peso. Já praticar exercícios sem indícios de lesão não aumenta o risco de artroses.

## Diagnóstico
O diagnóstico é predominantemente clínico, pois alterações radiológicas podem ser identificadas em 52% dos maiores de 50 anos, mas apenas 20% deles possuem sintomas moderados ou graves o suficiente para buscarem tratamento.

## Tratamento
Fisioterapia específica é recomendado para fortalecer os músculos próximos, condicionamento físico e flexibilidade. Órteses, próteses e equipamentos de auxílio à marcha também podem ser usados para diminuir o estresse na articulação e melhorar uma função. Palmilhas anti-varo associadas à estabilização de tornozelo também são eficientes em melhorar a dor e a função do joelho em caso de osteoartrite do compartimento medial/interno do joelho além de fortalecimento do quadríceps, podendo ser feito com eletroestimulação, ou, em casos mais dolorosos, com oclusão parcial da artéria utilizando esfigmomanômetro. A cinesioterapia é um dos principais métodos de tratamento fisioterapêutico, pois proporciona redução do quadro doloroso, melhora da mobilidade articular e do condicionamento muscular, favorecendo assim a melhora da capacidade funcional do indivíduo. Joelheiras contínuas parecem melhorar a estabilização do joelho, diminuindo dor e melhorando a função desses indivíduos, no aspecto de caminhar, subir e descer escadas. Estudos demonstram que um programa de exercícios domiciliares é fundamental no controle da doença.

### Medicamentos
Sulfato de glucosamina e cloroquina são recomendados para o tratamento dos sintomas da osteoartrite de joelhos e mãos a longo prazo. É importante ressaltar que o sulfato de glucosamina tem benefício comprovado, mas o glucosamina cloridrato não é melhor que placebos.
Pomadas com capsaicina são eficientes, mas podem irritar a pele. Pomadas com analgésico e anti-inflamatórios não-esteroides, como cetoprofeno, ibuprofeno, felbinaco e piroxicam são eficientes tanto para dor aguda quanto dor crônica.

### Cirurgia
Os pacientes com osteoartrite moderadas ou graves (grau II e III) e com comprometimento significativo e progressivo de sua independência nas atividades de vida diária e que não tiveram bons resultados com tratamentos mais conservadores podem precisar de tratamento cirúrgico. As cirurgias indicadas são:
- Desbridamento artroscópico (correção das lesões parciais de meniscos ou do labrum e retirada de corpos livres);
- Osteotomias profiláticas (correção dos desvios de eixos articulares);
- Osteotomia terapêutica (modificar o eixo de alinhamento do membro afetado e deslocar a carga para outra região da superfície articular);
- Artroplastias (reparar as articulações);

Em último caso pode ser feita uma artrodese, um procedimento para fusão óssea intencional que imobiliza o local.

### Tratamentos alternativos
Tanto acupuntura quanto terapias manuais não são mais eficientes que placebo nem a longo nem a curto prazo, não sendo recomendadas.

## Epidemiologia

É mais problemática na Europa oriental, Ásia e África, principalmente pelo histórico do excesso de horas de trabalho físico nessas regiões.

Estima-se que no mundo entre 3 e 4% da população (mais de 250 milhões) tem artrose nos joelhos. No Sul do Brasil, cerca de 15% das mulheres com mais de 50 anos e 8% dos homens tem artrose nas mãos.
Atinge cerca de 5% da população com menos de 30 anos, 20% da população com mais de 50 anos, 70% a 80% daqueles com mais de 65 anos e quase todos após os 80 anos. É mais comum nas mulheres pós-menopausa, nos diabéticos e nos obesos.

## Em outros animais
A artrose ocorre em quase todos os vertebrados, inclusive peixes, anfíbios e aves. Os animais aquáticos como os golfinhos e as baleias podem sofrer de artrose, contudo, esta não afeta animais que permanecem pendurados com a cabeça para baixo, os morcegos e as preguiças. A doença está tão amplamente difundida no reino animal que provavelmente o método de reparação da cartilagem ineficiente responsável por essa doença surgiu nos primeiros vertebrados há muitos milhões de anos.[carece de fontes?]